# Горилый, Владимир Иванович
Влади́мир Ива́нович Гори́лый (укр. Володимир Іванович Горілий; род. 11 октября 1965, Черниговка, Запорожская область) — советский и украинский футболист, защитник. Чемпион и обладатель Кубка СССР, вице-чемпион Европы среди юношей 1984 года в составе сборной СССР. Мастер спорта СССР (1986). Украинский тренер.
В 1984 году с юниорской сборной СССР (U-18) завоевал серебряные медали первенства Европы, а в 1985 году также дома, с молодёжной сборной (U-20) завоевал 4-е место чемпионата мира. На турнире сыграл 4 игры (еще в 2-х играх был в запасе).
За сборную Украины сыграл 3 матча.
Дебютировал 11 июня 1995 года в матче против сборной Хорватии (1:0). Это был матч 4-й группы отборочного турнира X чемпионата Европы (1996). На 74-й минуте получил жёлтую карточку.
Свой последний матч за сборную Украины сыграл 11 ноября 1995 года против команды хозяев (1:3). Это был матч 4-й группы отборочного турнира X чемпионата Европы (1996). Был заменён на 14-й минуте Александром Евтушком.
| Матчи в составе сборной Украины по футболу | Матчи в составе сборной Украины по футболу | Матчи в составе сборной Украины по футболу | Матчи в составе сборной Украины по футболу | Матчи в составе сборной Украины по футболу | Матчи в составе сборной Украины по футболу | Матчи в составе сборной Украины по футболу | Матчи в составе сборной Украины по футболу | Матчи в составе сборной Украины по футболу | Матчи в составе сборной Украины по футболу | Матчи в составе сборной Украины по футболу | Матчи в составе сборной Украины по футболу | Матчи в составе сборной Украины по футболу |
| N                                          | №                                          | Дата                                       | Место                                      | Турнир                                     | Соперник                                   | Счёт                                       | Голы                                       | Минуты                                     | Замены                                     | Наказания                                  | Клуб                                       | Примечание                                 |
| ------------------------------------------ | ------------------------------------------ | ------------------------------------------ | ------------------------------------------ | ------------------------------------------ | ------------------------------------------ | ------------------------------------------ | ------------------------------------------ | ------------------------------------------ | ------------------------------------------ | ------------------------------------------ | ------------------------------------------ | ------------------------------------------ |
| 1                                          | 23                                         | 11.06.1995                                 | Украина, Киев, «Республиканский»           | Отборочный турнир чемпионата Европы 1996   | Хорватия                                   | 1 : 0                                      |                                            | 90                                         |                                            | 74'                                        | «Днепр» (Днепропетровск)                   |                                            |
| 2                                          | 24                                         | 06.09.1995                                 | Литва, Вильнюс, «Жальгирис»                | Отборочный турнир чемпионата Европы 1996   | Литва                                      | 3 : 1                                      |                                            | 90                                         |                                            | 53'                                        | «Днепр» (Днепропетровск)                   |                                            |
| 3                                          | 26                                         | 11.11.1995                                 | Италия, Бари, «Сан-Никола»                 | Отборочный турнир чемпионата Европы 1996   | Италия                                     | 1 : 3                                      |                                            | 13                                         | 14'                                        |                                            | «Днепр» (Днепропетровск)                   |                                            |
| Итого:                                     | Итого:                                     | Итого:                                     | 3 игры; +2 =0 −1; голы 5:4 (+1)            | 3 игры; +2 =0 −1; голы 5:4 (+1)            | 3 игры; +2 =0 −1; голы 5:4 (+1)            | 3 игры; +2 =0 −1; голы 5:4 (+1)            |                                            | 193 мин.                                   | 193 мин.                                   |                                            |                                            |                                            |

На тренерской работе с 1999 года. До 2002 года входил в тренерский штаб криворожского «Кривбасс-2».
С 2002 года работал в системе днепропетровского «Днепра». Сначала, на протяжении 2-х сезонов был главным тренером дубля — «Днепра-2». Далее, до 2010 года работал в тренерском штабе основной команды.
С 28 августа 2013 года — главный тренер молодёжной сборной Украины (до 20 лет).
В марте 2017 года назначен главным тренером клуба второй лиги Украины «Нива-В» из города Винница.

## Достижения
- Чемпион СССР (1): 1986
- Обладатель Кубка СССР (1): 1987
- Полуфиналист Кубка Чемпионов (1): 1987
- Серебряный призёр чемпионата Европы среди юниорских команд 1984
- Полуфиналист чемпионат мира среди молодёжных команд 1985
- Чемпион IX Спартакиады народов СССР 1986